# Beckersbergsee
Der Beckersbergsee ist ein ca. 1 ha großer Badesee im Kreis Segeberg im deutschen Bundesland Schleswig-Holstein in der Gemeinde Henstedt-Ulzburg.